# Jasenice (Zadar)
Jasenice es un municipio de Croacia en el condado de Zadar.

## Geografía
Se encuentra a una altitud de 129 m s. n. m. a 260 km de la capital nacional, Zagreb.

## Demografía
En el censo 2011 el total de población del municipio fue de 1 398 habitantes, distribuidos en las siguientes localidades:
- Jasenice - 1 272
- Zaton Obrovački - 126

| Gráfica de población de Jasenice 1857-2011                          |
|                                                                     |
| Según los censos de población de la oficina estadística de Croacia. |